# Richard Sahla
 (mai 2016).
 (mai 2016).
Richard Sahla, né le 17 septembre 1855 à Graz, en Autriche et mort le 30 avril 1931 à Bückeburg, en Allemagne, est un violoniste, chef d'orchestre et compositeur autrichien.

## Biographie
Richard Sahla naît et grandit à Graz, où il acquiert très vite une réputation d’enfant prodige au violon et au piano. À 13 ans, il commence ses études de violon en tant qu’élève de Ferdinand David au Conservatoire de Leipzig, aujourd’hui le Hochschule für Musik und Theater « Felix Mendelssohn Bartholdy. Il est un des élèves les plus brillants de l’histoire de cette institution[réf. nécessaire]. Il donne son premier concert à 18 ans au Gewandhaus de Leipzig[réf. nécessaire]. Son ami Wilhelm Kienzl décrit les étapes suivantes de sa vie dans son autobiographie. Ils ont tous les deux étudié la composition musicale sous l'égide de Wilhelm Mayer-Rémy (en), dont les compositeurs Ferruccio Busoni, Josef Gauby, Richard Heuberger, Emil von Řezníček et Felix Weingartner ont également été les élèves.
Après avoir été diplômé du Conservatoire de Leipzig[réf. nécessaire], Richard Sahla, alors âgé de 18 ans, commence une carrière de virtuose du violon.  Très vite, il acquiert la réputation d’un des violonistes les plus talentueux[réf. nécessaire]. Après un concert à Opéra de Vienne  en 1880, un critique[Qui ?] s’enthousiasme : « Il obtient des sons célestes digne de Stradivari. C’est la rencontre de la pureté de l’or avec le doux parfum de la poésie »[réf. nécessaire]. 
Le 1er octobre 1875, à 20 ans, Richard Sahla rejoint l’orchestre de la cour (« Hofkapelle ») de Schaumburg-Lippe pendant huit mois, en tant que premier violoniste soliste. Il accepte ensuite le poste de premier chef d’orchestre (Konzertmeister) à Gothenbourg en Suède. Puis, de 1878 à 1880 il est membre de l’Orchestre Royal de Vienne où il est soliste[réf. nécessaire]. La presse viennoise l'encense en le comparant au violoniste espagnol Pablo de Sarasate. Deux compositions de Richard Sahla pour violon et piano, Spanischer Tanz, Nocturno Nr. 1 (Si majeur) et Nocturno N. 2 (mi majeur) sont dédiées à Pablo de Sarasate[réf. nécessaire]. 
À l’automne 1881, Richard Sahla, Wilhem Kienzl et le soprano colorature Aglaja Orgeni (en) se lancent dans une tournée de 66 concerts en Hongrie, Croatie, Allemagne centrale et Allemagne du Nord. Malheureusement, à la fin de la tournée, l’impresario s'enfuit avec l’intégralité des recettes de ces concerts. Pendant cette tournée, Richard Sahla écrit sa Rumänische Rhapsodie, qu’il dédicace à son amie la princesse Amalie Hügel-Teck, la fille du duc de Wurtemberg et la nièce de la reine Victoria.
De 1882 au début de 1888, Richard Sahla a été le premier chef d’orchestre et le premier violoniste soliste à l’Opéra royal de Hanovre. Il y rencontre l’élève de Liszt, Ingeborg von Bronsart, une pianiste et compositeur mondialement acclamée ainsi que son mari Hans Bronsart (en), qui fut le directeur du théâtre royal de Hanovre de 1867 à 1887. Richard Sahla a publié une ballade pour violon et piano dédié à Ingeborg von Bonsart.
Le 1er avril 1888, il devient le directeur musical et chef d’orchestre (Hofkapellmeister) à la cour de Bückeburg. Il agrandit l’orchestre de la cour et donne une série de concerts à Hanovre, Brême, Hambourg et Berlin. L’orchestre de 40 musiciens devient connu bien au-delà de la principauté de Schaumburg-Lippe. Ainsi, le compositeur, pianiste et organiste Max Reger est venu jouer à Bückeburg en 1911 en tant que soliste, sous la direction de Richard Sahla. Cependant, Richard Sahla a lui aussi continué sa carrière de soliste avec un grand succès. Son répertoire comprenait le Concerto pour violon n° 1 de Paganini le Concerto pour violon de Beethoven. En tant que chef d’orchestre il s’est concentré sur les œuvres de compositeurs encore peu connus. Parmi eux, Berlioz, Brahms, Bruckner, Debussy, Mahler, Sibelius ainsi que Richard Strauss et Richard Wagner. En tant que chef d’orchestre invité il a régulièrement travaillé avec Orchestre philharmonique de Berlin. À Berlin, il a dirigé la première représentation de concertos pour violon de Henri Marteau. Marteau, ainsi que Reger, était un ami proche. Le chef d’orchestre Arthur Nikisch dit alors à propos de Sahla : « C’est un artiste exquis et suprêmement doué ».
Après la Première Guerre mondiale, Richard Sahla connut des moments difficiles. Pendant un certain temps il gagna sa vie en jouant dans des cafés et des théâtres de variété. Il a passé du temps avec sa femme aux États-Unis. Anna-Ruth Sahla, une chanteuse à la cour de Schaumburg-Lippe, est née en Amérique. La dernière performance publique de Richard Sahla a été à Buckenburg en 1925 lors d’un concert en l’honneur de son 70e anniversaire.
Les manuscrits originaux de ses compositions sont conservés aux archives publiques (Staatsarchiv) à Bückeburg. 
Le violoniste David-F Tebbe a étudié beaucoup des œuvres publiées de Richard Sahla lorsqu’il faisait des recherches pour son mémoire universitaire (Richard Sahla : virtuose du violon, maestro et compositeur oublié) soumis à Thomas Schipperges (de), docteur ès lettres et professeur  à l'école supérieure de musique et d'art dramatique de Mannheim (de). Lors des  recherches de David Tebbe, le petit-fils de Richard Sahla, le journaliste, présentateur TV et auteur Peter Sahla, lui a fourni un grand nombre de compositions non publiées qu’il avait conservées dans ses propres archives. Compositions qui comprennent un concert pour violon et orchestre en ré mineur et qui devront un jour être publiées.

## Compositions
- Transcriptions (Études) pour violon solo des Lieder Du bist die Ruh, Der Lindenbaum et Am Meer de Franz Schubert (1874/1887) (F.E.C, Leuckart, Leipzig)
- Rumänische Rhapsodie pour violon et piano forte (maison d’édition : Paul Vogt)
- Liebesseligkeit, d’après Emanuel Geibel (1892)
- Trauer d’après un poème de Nikolaus Lenau (1892)
- Reverie (Maison d’édition : Nagel/Hanovre)
- Schlummerliedchen pour violon et piano (Schweers & Haake 1899)
- Wiegenlied pour violon solo (pour Richarda et Richard)
- Menuetto pour violon et piano forte en La majeur, dédié à ma merveilleuse femme pour Richard, 8 avril 1900 (Gries & Schornnagel)
- Eine hab’ ich singen hören – poème de Friedrich Rückert, mis en musique pour le chant et piano forte, Bückeburg, 23 décembre 1891 (Nagel)
- Ballade - dédié à son Excellence Ingeborg von Bronsart. Bückeburg, novembre 1891 (C.F Kahnt, Leipzig)
- Quatre compositions pour violon et piano forte : Spanischer Tan, Nocturno No. 1, Nocturno No.2 (C.F. Kahnt 1904)
- Lieder d’après le poème de Martha Grosse, pour chant et piano (1925) : Wiegenlied, Eine Karte, Ein Ich, Traumvergessenheit (Ries & Erler)
- Georg Friedrich Händel – Siciliano. Pour violon accompagné de piano forte.
- Zwei Gesänge pour l’Alto avec violon et piano forte par Johannes Brahms ; arr. Richard Sahla (N. Simrock).
- Diverses adaptations de musique vocale suédoise.